# Hümenaiosz

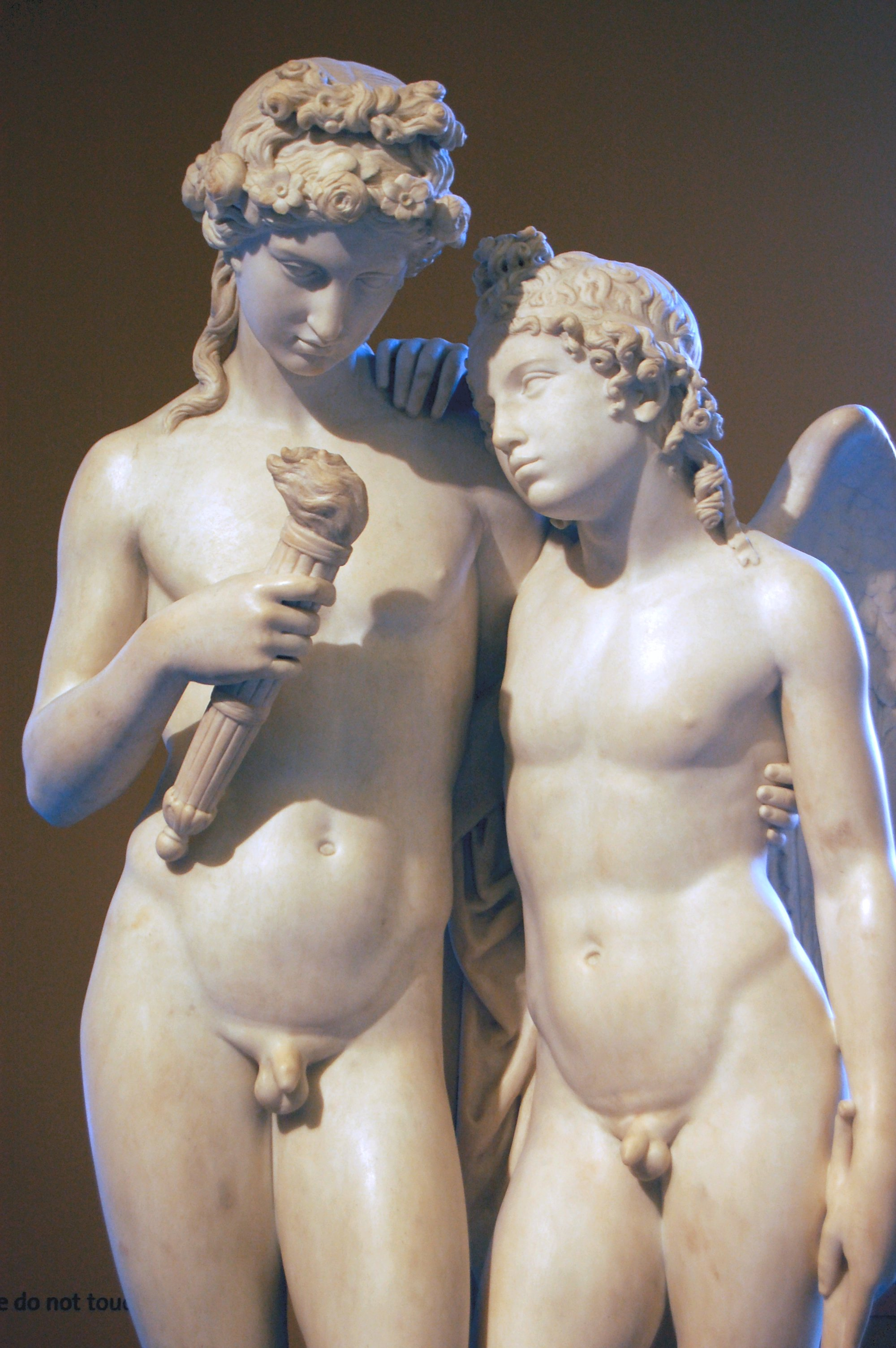
Kupidóval

Hümenaiosz (görög betűkkel: Ὑμέναιος; latinosan: Hymen(aeus)/Hymenaius) vagy Hümén a nász és a házasságkötés védőistene a görög mitológiában.

## Története
Származásáról több változat is fennmaradt. Ezek egyikében Aphroditét és Dionüszoszt, míg egy későbbi változatban Apollót és a múzsa, Kalliopét jelölik szüleiként. Az előbbi változatot valószínűsíti, hogy szerelméért éppen Apolló versenget Heszperosszal.
Kísérője volt Erósznak. Egy alkalommal pelaszg kalózoktól mentett meg attikai szüzeket, akiket hazájukba visszavezetve férjhez adott.

## Irodalmi feldolgozása
Lakodalmas énekek refrénjeiben őt szólították. Catullus két nászéneke is őrzi ezt.

## Művészeti alkotásokon
Ábrázolásain leginkább Dionüszoszhoz hasonlít; karcsú, szép ifjúnak mutatják, szőke hajjal, rózsakoszorúval és fáklyával. Ettől eltérő az a pompeji falikép amin fuvolával jelenik meg.